# Stiff-Person-Syndrom
Als Stiff-Person-Syndrom (SPS), auch Stiff-Man-Syndrom (SMS), wird eine seltene neurologische Erkrankung bezeichnet, die durch eine generalisierte Tonuserhöhung der Muskulatur gekennzeichnet ist. Es handelt sich um eine Autoimmunkrankheit, die spontan oder auch als paraneoplastisches Syndrom auftreten kann. 
Schätzungen zufolge liegt die Zahl der in Deutschland am SPS Erkrankten bei etwa 300; davon sind etwa zwei Drittel Frauen und ein Drittel Männer.

## Symptome
Charakteristisch für das SPS ist eine über Monate bis Jahre zunehmende Tonuserhöhung der Muskulatur; zusätzlich treten in den betroffenen Muskeln spontan oder getriggert Krämpfe auf. Meist sind die Rücken- und Hüftmuskulatur symmetrisch betroffen. Während bei einigen Patienten der Tonus der Muskulatur nur leicht gesteigert ist, ist bei anderen die Rückensteifigkeit derart ausgeprägt, dass sie die Rumpfbeugung einschränkt. Auch eine Verstärkung der Lendenlordose ist Folge der erhöhten Anspannung der Rückenmuskulatur. Die Intensität der Symptomatik kann vor allem zu Beginn fluktuieren, im Verlauf ist die Steifigkeit häufig permanent vorhanden. Der Gang kann durch die unwillkürliche erhöhte Anspannung von Hüft- und Beinmuskulatur verlangsamt werden sowie vorsichtig und ungeschickt erscheinen. Die Krämpfe können durch externe und interne Stimuli (beispielsweise Berührung, Bewegung, plötzliche laute Geräusche) getriggert werden. Sie beginnen typischerweise mit einer kurzen unwillkürlichen Muskelkontraktion (Myoklonus), auf die dann die anhaltende (tonische) und schmerzhafte Kontraktion folgt. Es kann aber auch zu emotionsbedingtem (Freude, Lachen, Begeisterung, Ärger, Erregung) kurzzeitigem Verlust des Muskeltonus kommen (Kataplexie). In der Regel sind beide Körperhälften betroffen.

## Varianten des Stiff-Person-Syndroms
Das SPS bildet ein Syndrom aus einem weiter zu fassenden klinischen Spektrum, dem auch das fokale SPS (auch Stiff-Limb-Syndrom oder Stiff-Leg-Syndrom (SLS) genannt), die progrediente Encephalomyelitis mit Rigidität und Myoklonien (PERM) sowie das paraneoplastische SPS zuzurechnen sind. Die Varianten des SPS unterscheiden sich hauptsächlich hinsichtlich der betroffenen Muskulatur und des Vorhandenseins weiterer krankhafter neurologischer Befunde. Ein SLS kann im Verlauf in ein SPS übergehen, aus diesem wiederum kann sich auch nach Jahren noch eine PERM entwickeln.

## Diagnose
Die Diagnose stützt sich auf die Anamnese, die klinisch-neurologische Untersuchung, die elektromyographische Untersuchung und auf den labormedizinischen Nachweis von Antikörpern gegen körpereigene Proteine (Autoantikörper).
Elektromyographisch findet sich eine kontinuierliche Aktivität motorischer Einheiten. Sie ist der Grund für den erhöhten Tonus der Muskulatur und ist auch dann nachweisbar, wenn der Patient versucht, sich gänzlich zu entspannen. Dagegen ist die kontinuierliche Aktivität im Schlaf, während einer Spinalanästhesie sowie während einer Narkose weniger stark ausgeprägt.
Labormedizinisch werden serologisch bei 60–90 % der Patienten mit SPS Antikörper gegen das Enzym Glutamat-Decarboxylase (englisch glutamic acid decarboxylase, GAD) gefunden. Dieses Enzym ist für die Synthese des Neurotransmitters γ-Aminobuttersäure (GABA) in Nervenzellen notwendig. Autoantikörper gegen GAD kommen jedoch nicht nur beim SPS vor, sondern auch bei anderen Erkrankungen wie beispielsweise dem durch das Immunsystem vermittelten Typ 1 Diabetes. Bei Patienten mit paraneoplastischem SPS können Antikörper gegen das Protein Amphiphysin gefunden werden. Amphiphysin-Antikörper kommen auch bei anderen paraneoplastischen Erkrankungen wie der Paraneoplastischen Encephalomyelitis (PEM) vor. Der Nutzen der Bestimmung von Antikörpertitern in Serum und Liquor als Marker für den Krankheitsverlauf ist fraglich.

## Therapie
Die am Krankheitsmechanismus orientierte Therapie hat im Wesentlichen zwei Ansatzpunkte. Zum einen wird versucht, die GABA-abhängige Hemmung im zentralen Nervensystem zu verstärken. Hierfür können Benzodiazepine und Baclofen eingesetzt werden. Zum anderen soll über eine Unterdrückung des Immunsystems (Immunsuppression) der vermutete autoimmune Prozess abgeschwächt werden. Therapiemaßnahmen dieser Art umfassen die Gabe von intravenösen Immunglobulinen, die Plasmapherese, die Gabe von Methylprednisolon sowie die Therapie mit Rituximab. Falls Antikörper gegen Amphiphysin-Proteine in Serum und Liquor gefunden werden, muss nach einer ursächlich zugrunde liegenden Tumorerkrankung gesucht werden (meist liegt ein Mammakarzinom oder ein Bronchialkarzinom vor). Wird ein Tumor gefunden, so ist er gemäß onkologischen Leitlinien zu behandeln.

## Medizingeschichte
Erstmals findet sich die Bezeichnung „stiff-man-syndrome“ bei den Neurologen F. Moersch und H. Woltman, die 1956 über 14 Fälle mit „progredienter fluktuierender Muskelsteifigkeit und Krämpfen“ berichteten. 1988 entdeckte die Arbeitsgruppe um M. Solimena als erste Antikörper gegen das Enzym Glutamatdecarboxylase im Serum und Liquor eines Patienten mit SPS.

## Organisationen und Betroffene
Die Stiff-Person Vereinigung Deutschland e. V. engagiert sich für Menschen, die von dieser Krankheit betroffen sind und bietet Hilfen und Informationen an. Diese Selbsthilfeeinrichtung wurde 1998 von einigen Betroffenen gegründet. Heute (2018) hat die Stiff-Person-Vereinigung rund 130 Mitglieder, die aus dem gesamten Bundesgebiet und dem Ausland kommen. Seit Oktober 2010 ist die Stiff-Person-Vereinigung Deutschland e. V. Mitglied der ACHSE, der Allianz Chronischer Seltener Erkrankungen.
Im Dezember 2022 machte die kanadische Sängerin Celine Dion öffentlich, dass sie am Stiff-Person-Syndrom leide und daher die für Februar 2023 geplante Europa-Tournee nicht antreten könne. Dies führte auch zu einer verstärkten Wahrnehmung der seltenen Erkrankung in der Öffentlichkeit.